# Lazar Boskovic
Lazar Bošković (Лазар Бошковић) est un karatéka serbe surtout connu pour avoir remporté le titre de champion du monde de karaté en kumite individuel masculin moins de 65 kilos aux championnats du monde de karaté 2000 à Munich.

## Résultats
| Résultat | Date          | Épreuve                   | Catégorie | Compétition                | Ville hôte           |
| -------- | ------------- | ------------------------- | --------- | -------------------------- | -------------------- |
| [ 1 ]    | Octobre 2000  | Kumite individuel - 65 kg | Seniors   | Championnats du monde 2000 | Munich, en Allemagne |
| [ 2 ]    | Novembre 2002 | Kumite individuel - 65 kg | Seniors   | Championnats du monde 2002 | Madrid, en Espagne   |